# Patrik Lindberg
Patrik "f0rest" Lindberg (* 10. června 1988) je švédský profesionální hráč hry Counter-Strike: Global Offensive. Lindberg s herní kariérou začínal už v roce 2003 u hry Counter-Strike, kdy podepsal smlouvu s týmem Realitysucks. V Counter-Striku pak např. vystřídal týmy fnatic a SK Gaming. V roce 2012 skončil s hraním Counter-Striku a začal hrát Counter-Strike: Global Offensive. Začal v týmu ROCKSTAR, ale po pár měsících odešel do obnoveného týmu Ninjas in Pyjamas, ze kterého v roce 2019 odešel společně s Get_Rightem a od začátku roku 2020 hájí barvy týmu Dignitas.

## Hráč roku (umístění)
- 2010 – 6. místo[3]
- 2011 – 5. místo[4]
- 2013 – 2. místo[5]
- 2014 – 7. místo[6]
- 2015 – 16. místo[7]
- 2016 – 7. místo[8]